# Loi de Donders
Pour les articles homonymes, voir Donders et Franciscus Cornelis Donders.
La loi de Donders est une loi gouvernant le mouvement des yeux.
C'est une généralisation de la loi de Listing aux cas où l'objet observé n'est pas situé à l'infini.
Selon la loi de Donders, les mouvements oculaires de cycloduction ne sont pas indépendants des mouvements droits : les trois composantes de la rotation qui a été effectuée par les yeux à la suite d'un mouvement du regard ne dépendent pas des positions intermédiaires qui ont pu être prises. Autrement dit, quel que soit le chemin suivi par le regard, l'angle de cycloduction correspondant à la position finale dépend de manière univoque de l'orientation finale de l'axe du regard.
L’œil de Donders est calibré sur environ 60 dioptries.